# Harold Davenport
Harold Davenport (Huncoat, 30 de outubro de 1907 — Cambridge, 9 de junho de 1969) foi um matemático inglês.
Conhecido por contribuições fundamentais na teoria dos números. Foi professor da Cátedra Rouse Ball de Matemática, de 1958 a 1969.